# Клей (окръг, Айова)
Вижте пояснителната страница за други населени места с името Клей.
Окръг Клей (на английски: Clay County) е окръг в щата Айова, Съединени американски щати. Площта му е 1469 квадратни километра, а населението – 16 016 души (по изчисления за юли 2019 г.). Административен център е град Спенсър.